# 不可解 (ライブシリーズ)
「不可解」（ふかかい）はバーチャルシンガーである花譜の1stワンマンライブのタイトルであり、そこから続くライブシリーズもそう呼ばれる。これまでに1stから3rdまでの3シリーズ、7作、計9公演が開催されている。各ライブのエンディングは花譜やKAMITSUBAKI STUDIOの新情報を披露する場となっている。

## 概要
カバーライブやV.W.Pとしてのライブを除く、2023年3月までに開催された花譜単独でのワンマンライブは以下の通りである。高校卒業記念スペシャルライブ「僕らため息ひとつで大人になれるんだ。」を除いてタイトルに「不可解」が含まれ、ライブシリーズ『不可解』と題される。会場はリアルとバーチャルを行き来し、このうち「不可解」、「不可解弐REBUILDING」、「不可解参(狂)」は現地開催され、残りのライブは配信ライブである。
1. 花譜 1st ONE-MAN LIVE「不可解」（2019年8月1日）
2. 花譜 1st ONE-MAN LIVE「不可解(再)」（2020年3月23日）
3. 花譜 2nd ONE-MAN LIVE「不可解弐Q1」（2020年10月10日）
4. 花譜 2nd ONE-MAN LIVE「不可解弐Q2」（2021年3月13日）
5. 花譜 2nd ONE-MAN LIVE「不可解弐REBUILDING」（2021年6月11日–6月12日）
  1. 「不可解弐Q1:RE -形を失った世界で僕らは-」（2021年6月11日）
  2. 「不可解弐Q2:RE -世界線は分岐する-」（2021年6月12日）
  3. 「不可解弐Q3 -魔法の無い世界-」（2021年6月12日）
6. 花譜 高校卒業記念スペシャルライブ「僕らため息ひとつで大人になれるんだ。」（2022年3月26日）
7. 花譜 3rd ONE-MAN LIVE「不可解参(狂)」（2022年8月24日）
8. 花譜 3rd ONE-MAN LIVE「不可解参(想)」（2023年3月4日）

本項ではこのライブシリーズに含まれるライブについて順に概説する。

## 花譜 1st ONE-MAN LIVE「不可解」

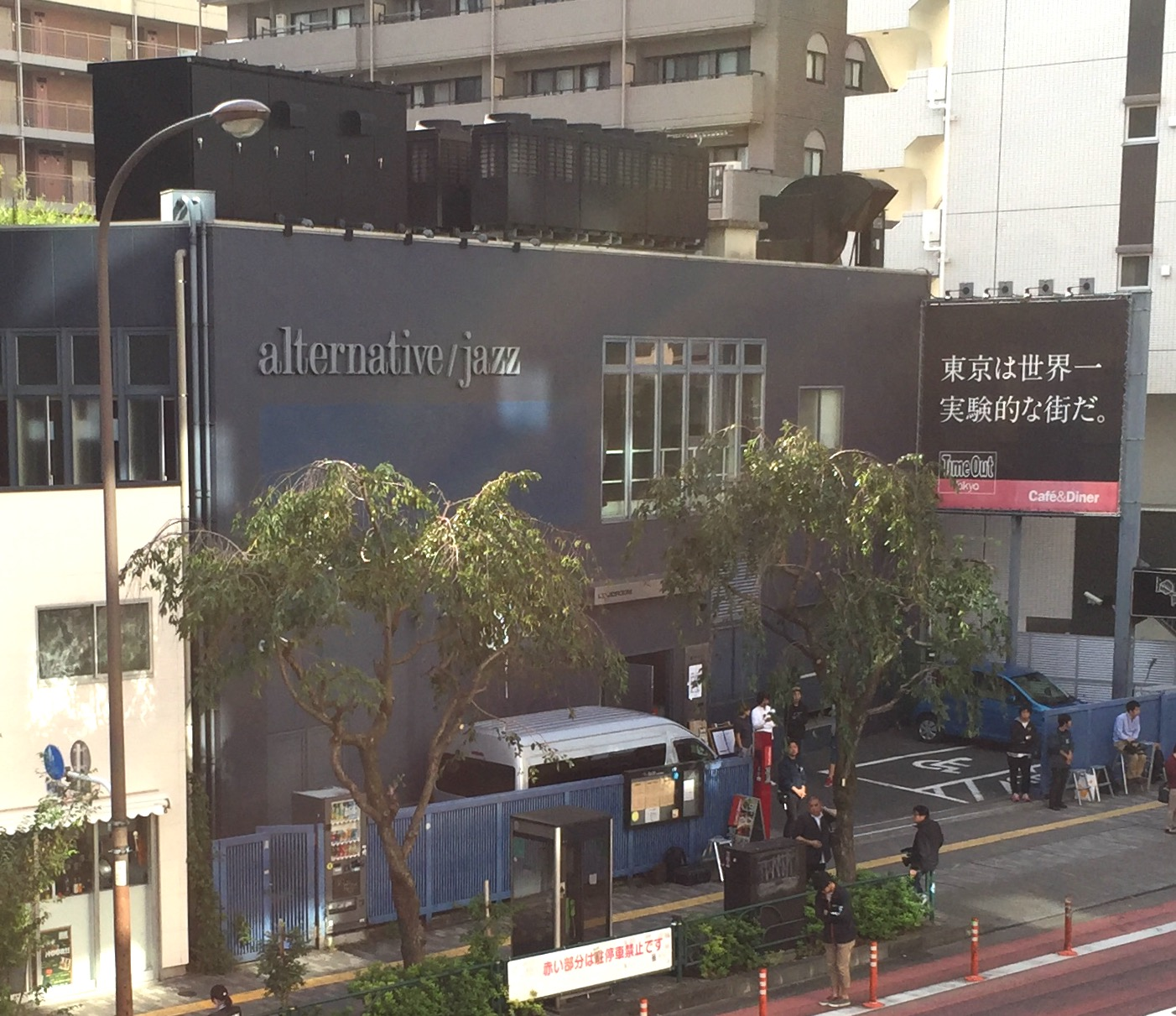
花譜 1st ONE-MAN LIVE「不可解」が開催された恵比寿LIQUIDROOM。

花譜 1st ONE-MAN LIVE「不可解」は、2019年8月1日に東京都渋谷区の恵比寿LIQUIDROOMで開催された花譜初のワンマンライブである。ライブ会場以外に映画館、カラオケでのライブビューイングやインターネットでのライブ配信が行われた。KAMITSUBAKI STUDIOおよび花譜のプロデューサーであるPIEDPIPER自身がディレクションも行った。
ライブ開催に向けてのクラウドファンディングが2019年5月20日から CAMPFIREで行われた。目標金額500万円に対し、4049.3万円の支援金を達成した。
本作では、ファン「観測者」が参加したくなるような「物語」を作ることを最優先として制作されており、その中でストーリー展開やポエトリーリーディング、変身シーンなどの通常音楽ライブは行われない要素が取り入れられた。ポエトリーリーディングは「御伽噺」として物語を展開し、変身シーンではライブ衣装「特殊歌唱用形態 星鴉」への衣装替えを行った。また、アンコールも2曲ではなく、非常に長い構成となっていた。
花譜は、初めてのライブである「不可解」で実際にファン「観測者」の存在を目の当たりにし、それまで自分のこととして捉えられていなかったバーチャルの「花譜」という存在を自分自身の拡張として実感できるようになったと語っている。それ以前でも動画のコメントなどではファンの存在を知ってはいたものの、信じ切ることができていなかった。しかし、直接拍手したり応援してくれる人を見て嬉しくなり、それ以降は動画でもその先に多くの人がいることが認識できるようになった。またそのことが、配信やラジオで自分の言葉で話すことに繋がったと語っている。このライブは花譜として最も大きな出来事であり、プロデューサーであるPIEDPIPERとしても手応えを感じ、その後の制作へのモチベーションにもつながったライブであった。また、本ライブに向けて作られた楽曲「不可解」は、作詞・作曲・編曲を手掛けたカンザキイオリにとってターニングポイントとなる作品であった。
YouTubeでの同時接続者数は2万を超え、同日には「#花譜不可解」がTwitterのトレンドで世界1位を記録した。ライブ当日の物販の売上910万全額を京都アニメーションに寄付したが、クラウドファンディングと事後物販により収支として大きな損失はなかった。

## 花譜 1st ONE-MAN LIVE「不可解(再)」

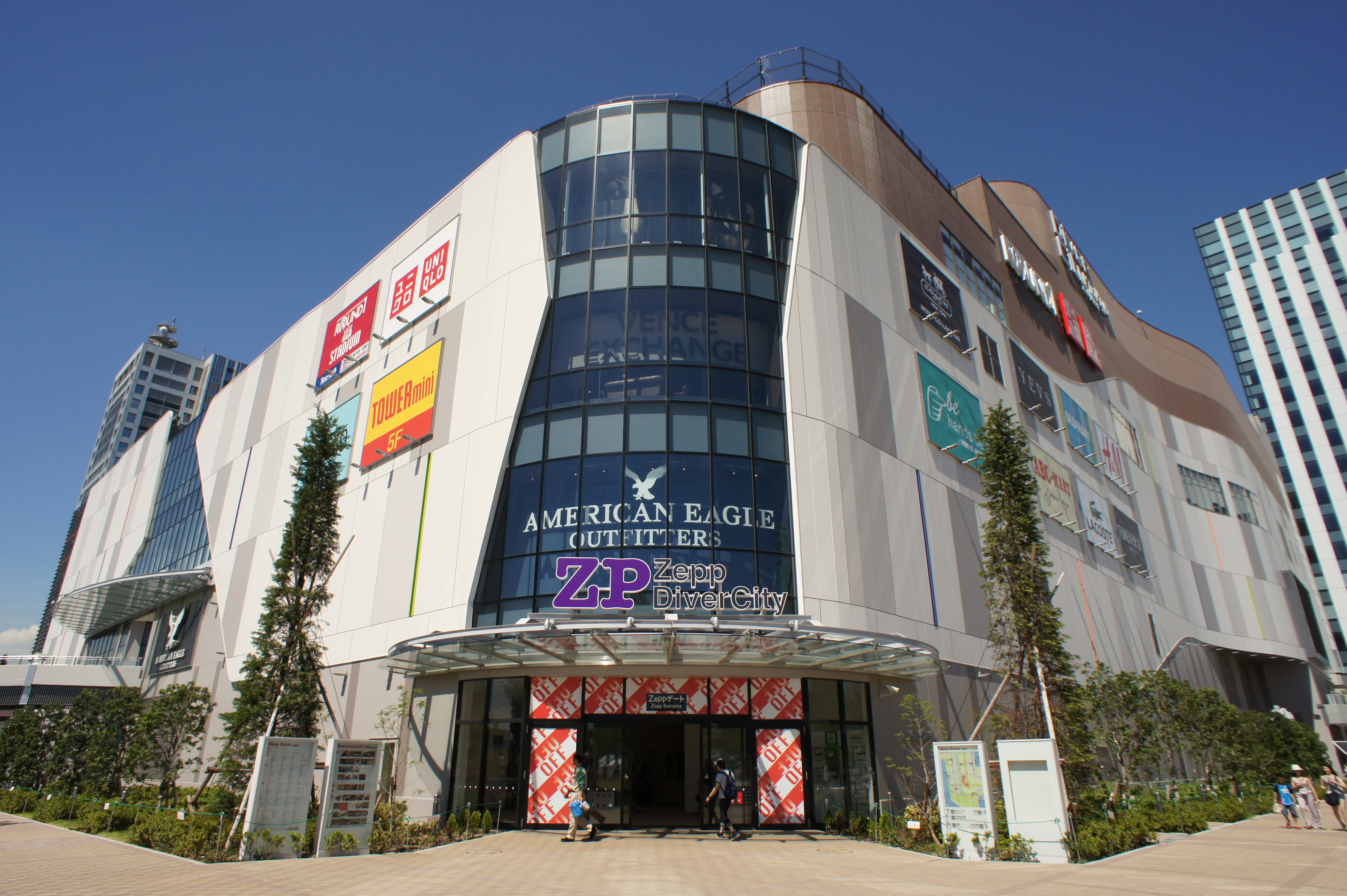
花譜 1st ONE-MAN LIVE「不可解(再)」が開催されたZepp DiverCity。

花譜 1st ONE-MAN LIVE「不可解(再)」は、2020年3月23日に東京、台場の Zepp DiverCity にて開催された無観客配信ライブである。1st ONE-MAN LIVE「不可解」を再構築したものであった。
元々プロデューサーのPIEDPIPERは花譜の2ndワンマンライブを計画していたものの、目標の総合的なハードルが高く、実現のためにはワンクッション必要であった。初演「不可解」で技術的に納得できていない部分も多々あったため、基本的な流れは同じで一部新規の要素も取り入れつつ、映像のアレンジや細部まで細かくアップデートしたものを「不可解（再）」としてもう一度開催することになった。当初は Zepp DiverCity にて現地開催される予定であったが、新型コロナウイルス感染症の影響に伴い、開催が中止され、無観客で配信される形となった。4つのプラットフォームを通じて配信され、新体感ライブ CONNECT、ニコニコ生放送、SPWNでの有料配信およびYouTube Liveでの冒頭無料配信が行われた。また中国の動画サイト「bilibili」でも放送されたほか、2020年5月5日にはニコニコ生放送にて再放送された
オリジナル曲のリミックスのほか、理芽とのコラボ曲「宣戦」、フィーチャリングとして春猿火を迎えた「魔女」も披露された。またライブ内では、「戸惑いテレパシー」をテーマソングとしたdocomo 5Gとのコラボ企画となる展覧会「HAYABUSA EXPERIENCE by 3.5D × docomo」の開催が発表された。ハッシュタグ「#花譜不可解再」はTwitterで日本のトレンド1位、世界トレンド4位となった。
初演「不可解」のものをそのまま用いたシーンもあるため、クリエイターの人数はそれよりは少ないものの、ライブ制作全体の関係者は100人以上で、映像でも約30人が関わっている。そしてタイポグラフィ、背景演出やMVから歌詞を取り出すような作業に携わった人数も加えると50–60人が制作に関わっている。

## 花譜 2nd ONE-MAN LIVE「不可解弐Q1」
花譜 2nd ONE-MAN LIVE「不可解弐Q1」は2020年10月10日にVIRTUAL LIVE HOUSE PANDORAで開催された配信ライブである。2nd ワンマンライブは前作「不可解(再)」と同様、配信ライブという形で行い、Q1とQ2の2作に分けて開催されることとなった。
一般配信視聴チケットは「天体観測チケット」、ファンクラブ限定チケットは「定点観測チケット」と題された。花譜のデザインを行ったPALOW.が最も気に入っているイラストが「不可解弐Q1」のキービジュアルである。
「不可解弐Q1」は2部制のライブで開催された。第1部では「未確認少女進行形」でバックダンサーとしてVALISを、またカンザキイオリの「命に嫌われている。」のラップアレンジでは春猿火を、「雛鳥」でヰ世界情緒を、デュエット曲「ラブしい」ではキズナアイをゲストに迎えた。第2部は花譜と理芽による劇「御伽噺」から始まり、初公開のオリジナル楽曲やライブ衣装「特殊歌唱用形態 金糸雀」を披露した。また、理芽とともに「まほう feat.理芽」を歌唱後、春猿火とヰ世界情緒を加えた4人で「言霊」を披露した。ラストのショートムービーでは開催後にデビューした幸祜の存在が仄めかされた。
エンディング後、2ndアルバム『魔法α (Ein Lied, um die Welt zu verandern.）』および『魔法β（Wer schön sein will, muss leiden.）』が11月25日に発売されることや、CeVIO AIとコラボした「音楽的同位体『可不"KAFU"』」のプロジェクト始動がアナウンスされた。Twitterのハッシュタグ「#不可解弐Q1」が日本のトレンド3位となった。

## 花譜 2nd ONE-MAN LIVE「不可解弐Q2」
花譜 2nd ONE-MAN LIVE「不可解弐Q2」は2021年3月13日にVIRTUAL LIVE HOUSE PANDORAで開催され、YouTube上で全編無料配信された4回目のワンマンライブである。なお、翌日には有料で再放送された。
無料放送はできるだけ多くの人に観てもらいたいという運営の思いからで、また後日の有料配信は感動してもらえたら後払い的感覚で有料チケットを買ってもらえればよいという考えであった。
「不可解弐Q1」での花譜・理芽・春猿火・ヰ世界情緒の4人に幸祜が加わり、バーチャルアーティストグループV.W.Pが結成された。また、新衣装「魔女特殊歌唱用形態 花魁鳥」が披露された。
Twitterのハッシュタグ「#不可解弐Q2」は世界トレンドで1位となった。終演後、2021年6月11日および12日にリアルライブ「不可解弐REBUILDING」が開催されることが発表された。

## 花譜 2nd ONE-MAN LIVE「不可解弐REBUILDING」

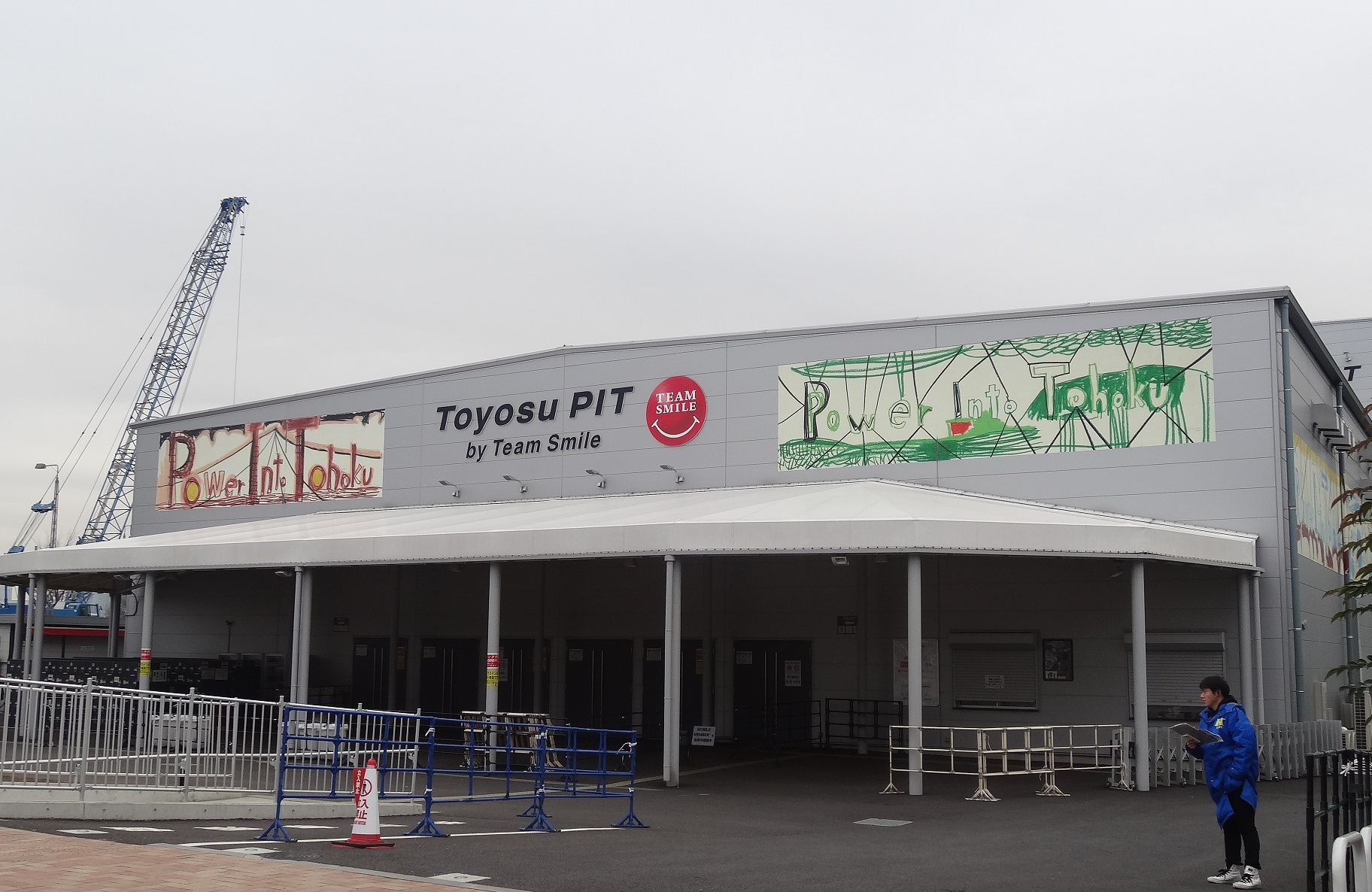
花譜 2nd ONE-MAN LIVE「不可解弐REBUILDING」が開催された豊洲PIT。

花譜 2nd ONE-MAN LIVE「不可解弐REBUILDING」は2021年6月11日から12日にかけて豊洲PITにて開催された5度目のワンマンライブである。「不可解弐」の完結編と位置づけられる。全3公演からなり、それぞれ「不可解弐Q1:RE -形を失った世界で僕らは-」、「不可解弐Q2:RE -世界線は分岐する-」、「不可解弐Q3 -魔法の無い世界-」というサブタイトルが付けられている。「不可解弐Q1」「不可解弐Q2」ではバーチャル空間からのライブ中継として、当初予定していた形とは大幅に変更し開催したが、「不可解弐REBUILDING」ではリアルでの開催ができることとなった。
このライブ開催に向けてCAMPFIREで再びクラウドファンディングが実施された。クラウドファンディングでの支援額は目標の275%を超える82,609,888円であった。「#不可解弐REBUILDING」「#不可解弐Q3」は2日間連続でTwitter日本のトレンド1位（世界トレンド3位）を獲得した。
本作では、花譜自身が劇中のポエトリーリーディングの映像の言葉を手掛けている。

### 「不可解弐Q1:RE -形を失った世界で僕らは-」
「不可解弐Q1:RE -形を失った世界で僕らは-」は2021年6月11日に開催された公演である。「不可解弐Q1」を再構成したものである。
「不可解弐Q1:RE」では、AZKiや春猿火、ヰ世界情緒、理芽と共演した。

### 「不可解弐Q2:RE -世界線は分岐する-」
「不可解弐Q2:RE -世界線は分岐する-」は2021年6月12日に開催された公演である。「不可解弐Q2」を再構成したものである。
「不可解弐Q2:RE」では、可不が歌うGuianoの「アイスクリーム」、syudouの「キュートなカノジョ」をカバーし、可不と「朝日」を歌った。また、前日の公演での春猿火、ヰ世界情緒、理芽に加え幸祜も出演し、V.W.Pとしてその楽曲を披露した。

### 「不可解弐Q3 -魔法の無い世界-」
「不可解弐Q3 -魔法の無い世界-」は2021年6月12日に開催された公演である。Q1、Q2の中から曲が厳選され、新たな構成で、2ndワンマンライブの完結編となった。花譜以外のバーチャルシンガーが登場しない、「不可解」への原点回帰といえる公演だった。
ライブ衣装「特殊歌唱用形態 金鶏」を披露したほか、バックダンサー2人を起用した立体的な演出が用いられた。

## 花譜 3rd ONE-MAN LIVE「不可解参(狂)」

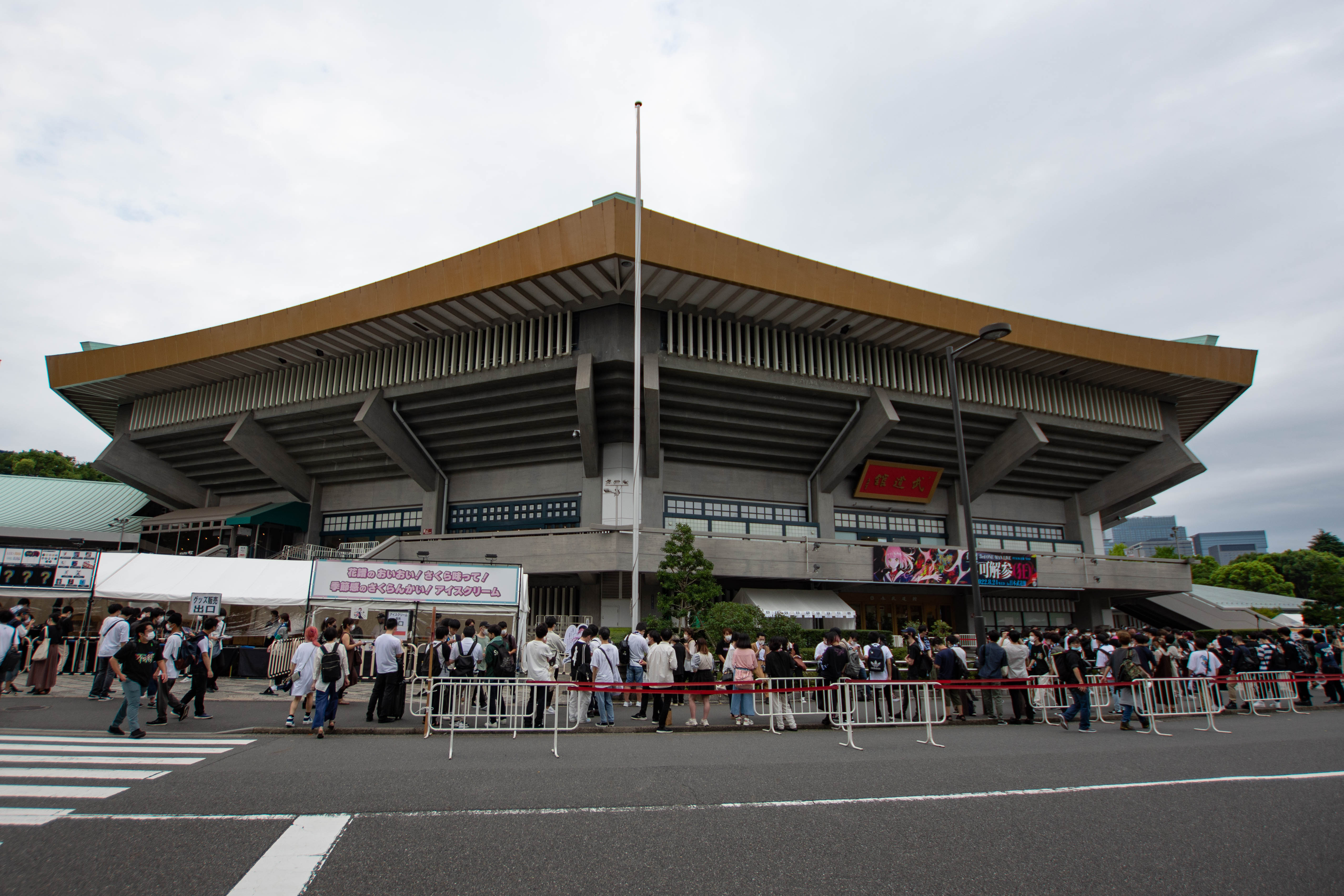
花譜 3rd ONE-MAN LIVE「不可解参(狂)」が開催された日本武道館（2022年8月24日）。

花譜 3rd ONE-MAN LIVE「不可解参(狂)」は2022年8月24日、日本武道館にて開催されたライブである。『不可解参(狂)』の正式タイトルは『不可解参 CRAZY FOR YOU』である。「狂」は「狂っている」というよりは爽やかなメッセージ性で、「何かに夢中である」や「誰かに好きになる」ことが身近な世界を変えていく原動力になるという、純度の高い愛がテーマとなっている。
「花譜3周年記念10大プロジェクト」の第5弾として、2022年3月26日に「不可解参(狂)」の開催が発表された。2022年5月16日にはYouTubeでのライブ『花譜 #100 「前触」』で、その開催場所が日本武道館と発表された。バーチャルな存在（バーチャルYouTuber）として初めての日本武道館ワンマンライブであった。PIEDPIPERは2019年時点で既に日本武道館でのライブの構想を持っていた。アーティストの登竜門といわれる日本武道館での公演は、「バーチャルだからこそ可能となった活動・拡がり」と「リアルでしか得られない体験」の融合を目指したという思いが込められている。
キービジュアルの制作はPALOW.が行った。「不可解参(狂)」はこれまでの花譜の活動の集大成であり、PALOW.が手掛けるビジュアルもそれを反映したものにしようという思いが込められている。「不可解弐Q1」でのキービジュアルは「未完成」というコンセプトがあったが、今作では「成熟」した花譜の印象を踏まえ、リアル寄りに描かれた。また、ライブでは新衣装「花譜 第三形態 燕（壊）」および「特殊歌唱用形態 軍鶏」が披露された。
事前に告知されていたゲストとしてたなか、大森靖子、東京ゲゲゲイのMIKEYらが出演し、それぞれ「飛翔するmeme」、「イマジナリーフレンド」、「ダンスが僕の恋人」を披露した。また、ORESAMAと新曲「CAN-VERSE」、VALISと「神聖革命バーチャルリアリティー」を披露した。語学留学で渡米していたが一時帰国した理芽を含む、V.W.Pの5人が揃い、デュエットメドレーおよび「共鳴」を歌った。また、今後は花譜自身が作曲活動を行うことが発表され、バーチャルシンガーから「バーチャルシンガーソングライター」になった。
終演後、「花譜10大プロジェクト」のうち未発表だった5つが発表された。そのうちの一つはライブシリーズ『不可解』の完結編「不可解参(想)」の開催であった。ほかにも、花譜展3『この時間は言葉にしなくていいの。』の開催、楽曲「過去を喰らう」が人間六度による小説化、テレビ番組『バーチャルシンガー花譜の廻れ！MAD TV』の放送、3rdアルバム『狂想』の発売が発表された。

## 花譜 3rd ONE-MAN LIVE「不可解参(想)」
花譜 3rd ONE-MAN LIVE「不可解参(想)」は、ライブシリーズ『不可解』の完結編として2023年3月4日に開催された配信ライブである。本作は「不可解参(狂)」と対をなす。開催場所はバーチャル空間の会場である「超構造体」で、バーチャル空間内では「概念武道館」のステージが作られ、そこを舞台にステージが進行した。
ライブ中では新衣装「花譜 第四形態 雉」やライブ衣装「特殊歌唱用形態　軍鶏(想)」へ衣装替えが行われた。KAMITSUBAKI STUDIOのCIELやEMA（DUSTCELL）、SINSEKAI STUDIOの存流と明透からなるAlbemuth、VALISとのコラボが行われた。また、花譜オリジナル楽曲のほとんどを制作したカンザキイオリともデュエットを行った。カンザキイオリのKAMITSUBAKI STUDIOおよびTHINKRからの卒業の発表の場となった。
エンディングムービーは佐倉綾音がキャラクターボイスを務めるキャラクター・エルによりナレーションされた。そこではライブシリーズ『不可解』に続いてV.W.Pのライブシリーズ「SINKA LIVE」が開催されることが発表され、本作はそのEpisode.00として位置づけられた。そのほか、3rdアルバム『狂想』のリリース日決定、「組曲」の第11弾「メイドインあたし」、そして「KAMITSUBAKI VERSE」という新プロジェクトが発表された。